# Cavité glénoïdale de la scapula
La cavité glénoïdale de la scapula (ou cavité glénoïde de l’omoplate ou glène de l’omoplate) est la surface articulaire de l'omoplate qui répond à la surface articulaire de la tête humérale pour former une articulation synoviale de type énarthrose : l'articulation scapulo-humérale.

## Description
La cavité glénoïdale de la scapula est située à l'angle supéro-latéral de la scapula au sommet du processus glénoïdal de la scapula. Elle est reliée au reste de la scapula par le col de la scapula.
Elle a une forme de poire plus étroite en haut et à grand axe oblique en haut et en avant. Elle est légèrement concave dans sa partie inférieure. Elle regarde en dehors et en avant avec un angle d'environ 45°.
Sa partie supérieure possède une excroissance qui donne insertion au chef long du muscle biceps brachial : le tubercule supraglénoïdal.
Son pourtour donne insertion au labrum glénoïdal de la scapula et à la capsule articulaire. Cette dernière englobe le tubercule supraglénoïdal mais n'englobe pas le tubercule infraglénoïdal.
Le long de son bord antérieur s’insèrent les ligaments gléno-huméraux.

## Anatomie fonctionnelle
La cavité glénoïdale de la scapula est peu profonde, ce qui permet à l'articulation de l'épaule d'être celle qui possède la plus grande mobilité (120° de flexion étendue à 180° grâce à la mobilité de la scapula).

## Aspect clinique
Par rapport à l'acétabulum, la cavité glénoïdale est peu profonde. Cela rend l'articulation scapulo-humérale sujette à la luxation.
le labrum glénoïdal de la scapula peut subir une déchirure, notamment à la suite de mouvements répétitifs de type lancer sportif. Son traitement est chirurgical.

## Anatomie comparée
L'orientation de la cavité glénoïdale reflète la posture des membres supérieurs.
En particulier chez les primates fossiles d’apprécier leurs capacités arboricoles.

## Galerie

Les cavités glénoïdales de la scapula.
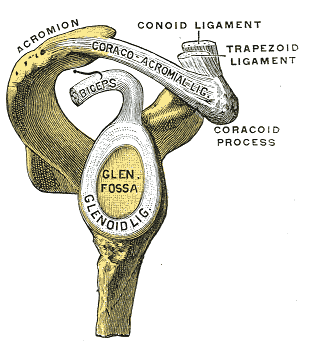
Cavité glénoïdale de la scapula droite.
L'articulation scapulo-humérale en mouvement.
L'articulation scapulo-humérale en mouvement.